# Andrew Ladd
Pour les articles homonymes, voir Ladd.
Andrew Ladd (né le 12 décembre 1985 à Maple Ridge, dans la province de la Colombie-Britannique au Canada) est un joueur professionnel canadien de hockey sur glace.

## Carrière
Joueur issu de la Ligue de hockey de l'Ouest, il est le premier choix des Hurricanes de la Caroline lors du repêchage d'entrée dans la LNH 2004. Il commence sa carrière professionnelle peu de temps après, rejoignant le club lors de la saison 2005-2006, aidant l'équipe à remporter sa première Coupe Stanley de son histoire.
Il joue avec les Hurricanes jusqu'à son transfert aux Blackhawks de Chicago en février 2008. Il remporte à nouveau la Coupe Stanley en 2010 avant de rejoindre l'été suivant les Thrashers d'Atlanta. À partir de la saison 2011-2012, il est membre de l'équipe des Jets de Winnipeg dont il devient le premier capitaine.
Le 25 février 2016 les Jets de Winnipeg l'échangent aux Blackhawks de Chicago avec Jay Harrison et Matt Fraser, qui évoluent dans la Ligue américaine de hockey contre Marko Daňo, un choix de premier tour de repêchage en 2016 et un choix conditionnel au repêchage de 2018.
Le 1er juillet 2016, il signe un contrat d'une durée de sept ans et d'un montant de 38,5 millions de dollars avec les Islanders de New York.
Il prend sa retraite en septembre 2023 après une saison sans jouer.

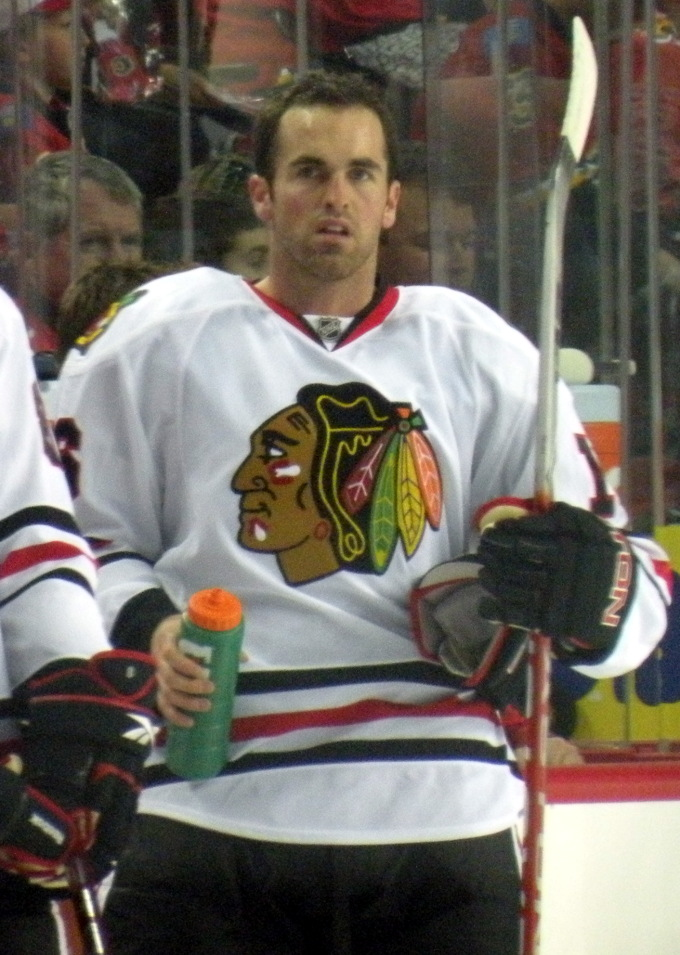
Andrew Ladd avant un match contre les Flames de Calgary.

## Statistiques

### En club
| Saison     | Équipe                     | Ligue      |       | Saison régulière | Saison régulière | Saison régulière | Saison régulière | Saison régulière |   | Séries éliminatoires | Séries éliminatoires | Séries éliminatoires | Séries éliminatoires | Séries éliminatoires |
| Saison     | Équipe                     | Ligue      | PJ    | B                | A                | Pts              | Pun              | PJ               | B | A                    | Pts                  | Pun                  |                      |                      |
| 2001-2002  | Giants de Vancouver        | LHOu       | 1     | 0                | 0                | 0                | 0                | -                | - | -                    | -                    | -                    |                      |                      |
| 2002-2003  | Express de Coquitlam       | LHCB       | 58    | 15               | 40               | 55               | 61               | -                | - | -                    | -                    | -                    |                      |                      |
| 2003-2004  | Hitmen de Calgary          | LHOu       | 71    | 30               | 45               | 75               | 119              | 7                | 1 | 6                    | 7                    | 10                   |                      |                      |
| 2004-2005  | Hitmen de Calgary          | LHOu       | 65    | 19               | 26               | 45               | 167              | 12               | 7 | 4                    | 11                   | 18                   |                      |                      |
| 2005-2006  | Lock Monsters de Lowell    | LAH        | 25    | 11               | 8                | 19               | 28               | -                | - | -                    | -                    | -                    |                      |                      |
| 2005-2006  | Hurricanes de la Caroline  | LNH        | 29    | 6                | 5                | 11               | 4                | 17               | 2 | 3                    | 5                    | 4                    |                      |                      |
| 2006-2007  | Hurricanes de la Caroline  | LNH        | 65    | 11               | 10               | 21               | 46               | -                | - | -                    | -                    | -                    |                      |                      |
| 2007-2008  | Hurricanes de la Caroline  | LNH        | 43    | 9                | 9                | 18               | 31               | -                | - | -                    | -                    | -                    |                      |                      |
| 2007-2008  | River Rats d'Albany        | LAH        | 2     | 1                | 0                | 1                | 4                | -                | - | -                    | -                    | -                    |                      |                      |
| 2007-2008  | Blackhawks de Chicago      | LNH        | 20    | 5                | 7                | 12               | 4                | -                | - | -                    | -                    | -                    |                      |                      |
| 2008-2009  | Blackhawks de Chicago      | LNH        | 82    | 15               | 34               | 49               | 28               | 17               | 3 | 1                    | 4                    | 12                   |                      |                      |
| 2009-2010  | Blackhawks de Chicago      | LNH        | 82    | 17               | 21               | 38               | 67               | 19               | 3 | 3                    | 6                    | 12                   |                      |                      |
| 2010-2011  | Thrashers d'Atlanta        | LNH        | 81    | 29               | 30               | 59               | 39               | -                | - | -                    | -                    | -                    |                      |                      |
| 2011-2012  | Jets de Winnipeg           | LNH        | 82    | 28               | 22               | 50               | 64               | -                | - | -                    | -                    | -                    |                      |                      |
| 2012-2013  | Jets de Winnipeg           | LNH        | 48    | 18               | 28               | 46               | 22               | -                | - | -                    | -                    | -                    |                      |                      |
| 2013-2014  | Jets de Winnipeg           | LNH        | 78    | 23               | 31               | 54               | 57               | -                | - | -                    | -                    | -                    |                      |                      |
| 2014-2015  | Jets de Winnipeg           | LNH        | 81    | 24               | 38               | 62               | 72               | 4                | 0 | 1                    | 1                    | 4                    |                      |                      |
| 2015-2016  | Jets de Winnipeg           | LNH        | 59    | 17               | 17               | 34               | 39               | -                | - | -                    | -                    | -                    |                      |                      |
| 2015-2016  | Blackhawks de Chicago      | LNH        | 19    | 8                | 4                | 12               | 6                | 7                | 1 | 1                    | 2                    | 16                   |                      |                      |
| 2016-2017  | Islanders de New York      | LNH        | 78    | 23               | 8                | 31               | 45               | -                | - | -                    | -                    | -                    |                      |                      |
| 2017-2018  | Islanders de New York      | LNH        | 73    | 12               | 17               | 29               | 24               | -                | - | -                    | -                    | -                    |                      |                      |
| 2018-2019  | Islanders de New York      | LNH        | 26    | 3                | 8                | 11               | 16               | -                | - | -                    | -                    | -                    |                      |                      |
| 2018-2019  | Sound Tigers de Bridgeport | LAH        | 2     | 1                | 4                | 5                | 2                | -                | - | -                    | -                    | -                    |                      |                      |
| 2019-2020  | Islanders de New York      | LNH        | 4     | 1                | 0                | 1                | 4                | 1                | 0 | 0                    | 0                    | 0                    |                      |                      |
| 2019-2020  | Sound Tigers de Bridgeport | LAH        | 34    | 11               | 3                | 14               | 10               | -                | - | -                    | -                    | -                    |                      |                      |
| 2020-2021  | Sound Tigers de Bridgeport | LAH        | 1     | 0                | 0                | 0                | 0                | -                | - | -                    | -                    | -                    |                      |                      |
| 2021-2022  | Coyotes de l'Arizona       | LNH        | 51    | 7                | 5                | 12               | 47               | -                | - | -                    | -                    | -                    |                      |                      |
| Totaux LNH | Totaux LNH                 | Totaux LNH | 1 001 | 256              | 294              | 550              | 615              | 65               | 9 | 9                    | 18                   | 48                   |                      |                      |

### En équipe nationale
| Année | Compétition                 |   | PJ | B | A | Pts | Pun | +/-           |  | Résultat |
| 2005  | Championnat du monde junior | 6 | 3  | 4 | 7 | 2   |     | Médaille d'or |  |          |
| 2011  | Championnat du monde        | 7 | 0  | 0 | 0 | 0   |     | 5e place      |  |          |
| 2012  | Championnat du monde        | 8 | 1  | 4 | 5 | 2   | +7  | 5e place      |  |          |
| 2013  | Championnat du monde        | 8 | 3  | 3 | 6 | 4   | +3  | 5e place      |  |          |

## Récompenses

### Ligue nationale de hockey
- 2005-2006 : Coupe Stanley avec les Hurricanes de la Caroline
- 2009-2010 : Coupe Stanley avec les Blackhawks de Chicago

## Transactions
- 26 février 2008 : échangé aux Blackhawks de Chicago par les Hurricanes de la Caroline en retour de Tuomo Ruutu ;
- 1er juillet 2010 : échangé par les Blackhawks aux Thrashers d'Atlanta en retour d'Ivan Vichnevski et le choix de deuxième tour des Thrashers au repêchage de 2011.